# Vestec (okres Praha-západ)
Obec Vestec (katastrální území Vestec u Prahy) se nachází v okrese Praha-západ, kraj Středočeský, zhruba 13 km jihovýchodně od centra hlavního města Prahy. Žije zde přibližně 3 100 obyvatel. Součástí Vestce je i Šátalka.

## Historie
První písemná zmínka o vsi, zvané tehdy Véska (villa Beska; název se posléze vyvíjel přes tvar Vesce do nynější podoby) pochází z 10. ledna 1360, kdy se tato jmenuje mezi deseti vesnicemi, příslušnými k hradu Kostelec, který císař Karel IV. zapsal jako manství Janovi z Hardeka. Vestec je zmiňován jako nedílné příslušenství ke Kostelci ještě k roku 1437; v pozdějších dobách náležel k panství Dolní Břežany, jehož majitelem bylo od roku 1715 až do zrušení poddanství arcibiskupství pražské.

### Územněsprávní začlenění
Od 1. ledna 1980 do 29. června 1990 byl Vestec částí obce Jesenice.
Dějiny územněsprávního začleňování zahrnují období od roku 1850 do současnosti. V chronologickém přehledu je uvedena územně administrativní příslušnost obce v roce, kdy ke změně došlo:
- 1850 země česká, kraj Praha, politický okres Jílové, soudní okres Jílové[5]
- 1850 země česká, kraj Praha, politický okres Jílové, soudní okres Jílové
- 1855 země česká, kraj Praha, soudní okres Jílové
- 1868 země česká, politický okres Karlín, soudní okres Jílové
- 1884 země česká, politický okres Královské Vinohrady, soudní okres Jílové[6]
- 1921 země česká, politický okres Královské Vinohrady expozitura Jílové, soudní okres Jílové[7]
- 1925 země česká, politický i soudní okres Jílové[8]
- 1939 země česká, Oberlandrat Praha, politický i soudní okres Jílové[9]
- 1942 země česká, Oberlandrat Praha, politický okres Praha-venkov-jih, soudní okres Jílové[10]
- 1945 země česká, správní i soudní okres Jílové[11]
- 1949 Pražský kraj, okres Praha-východ[12]
- 1960 Středočeský kraj, okres Praha-západ
- 2003 Středočeský kraj, obec s rozšířenou působností Černošice

### Rok 1932
V obci Vestec (přísl. Šatalka, 351 obyvatel) byly v roce 1932 evidovány tyto živnosti a obchody: obchod s dobytkem, družstvo pro rozvod elektrické energie ve Vestci, 2 hostince, kovář, krejčí, 5 rolníků, 3 řezníci, 3 obchody se smíšeným zbožím, 2 trafiky.

## Okolní obce
Vestec sousedí na severu s Prahou-Hrnčířemi, na jihu a východě s Jesenicí a na západě se Zlatníky-Hodkovicemi.
Ve vzdálenosti 12 km východně od obce leží město Říčany, 25 km jižně město Benešov.

## Doprava

### Dopravní síť
Pozemní komunikace – Katastrem obce procházejí silnice různých kategorií.
- Vestecká spojka v krátkém úseku u vyústění na silnici č. 603. Provozovaný úsek budoucí Vestecké spojky dosud nemá samostatné číselné označení a je považován za součást dálnice D0 (Pražský okruh) a jejího exitu 3. Vestecká spojka po svém dokončení spojí Pražský okruh s dálnicí D1. Jejím hlavním přínosem bude úleva přetíženým komunikacím v jihovýchodní části Prahy, zvýšení plynulosti dopravy a s tím související zkrácení dojezdového času.
- Krajská silnice II. třídy č. 603 vedoucí od hranice Prahy přes Jesenici a Kamenici k silnici I. třídy č. 3 u Poříčí nad Sázavou.
- Krajská silnice III. třídy č. 10114 Vestec – Hodkovice – Zlatníky – Libeň – Okrouhlo.

Železnice – Železniční trať ani stanice na území obce nejsou.

### Veřejná doprava
Autobusová doprava – Obec obsluhují příměstské linky PID.
- Linka 326 v trase Praha-Opatov – Vestec (– Jesenice) zajišťuje základní dopravní obslužnost obce.
- Linka 331 v trase Praha-Opatov – Vestec – Hodkovice – Zlatníky – Dolní Břežany – Zálepy v pracovních dnech zajišťuje jednak doplňkovou obsluhu obce, a jednak dopravní propojení vědeckých center Dolnobřežanska.
- Svazek linek 332 (Praha-Budějovická – Jílové u Prahy – Neveklov), 335 (Praha-Budějovická – Kamenice), 337 (Praha-Budějovická – Benešov) a 339 (Praha-Budějovická – Týnec nad Sázavou), vedených z Prahy radiálně po Vídeňské ulici (silnici 603), obsluhuje zejména komerční zónu a přilehlé rezidenční části obce.
- Noční linka 956 s jedním párem spojů v trase Praha-Budějovická – Jílové u Prahy navazuje v Praze na městské noční linky.

Od roku 2014 obec zajišťuje školní autobus pro žáky 1. - 3. tříd ke spádové základní škole Campanus v Praze na Chodově. Kromě toho jsou ke škole prodlouženy též vybrané spoje linky 326, děti tedy nemusí přestupovat na Opatově.

## Objekty v obci
Ve Vestci postavila Akademie věd České republiky a Univerzita Karlova biotechnologické centrum BIOCEV.
V okolí Vesteckého rybníka obec od roku 2010 buduje rozsáhlý sportovní a rekreační areál Vestec. Jeho součástí je triangl cyklostezek s vodorovným barevným značením kilometráže (žlutý triangl o délce 2501 metrů, modrá trasa Vestec – Hrnčíře o délce 855 metrů, červená trasa Vestec – Kunratice o délce 1437 metrů s naučnou planetární stezkou, rekreačně-přírodní park zahrnující množství herních prvků pro děti, soustavu dřevěných mol na rybníce a pobytovou louku s nově vysázeným ovocným sadem, a sportovní areál s fotbalovým a víceúčelovým hřištěm, dětským hřištěm, venkovní posilovnou, cvičebním sálem, hospůdkou a venkovní terasou.

## Galerie

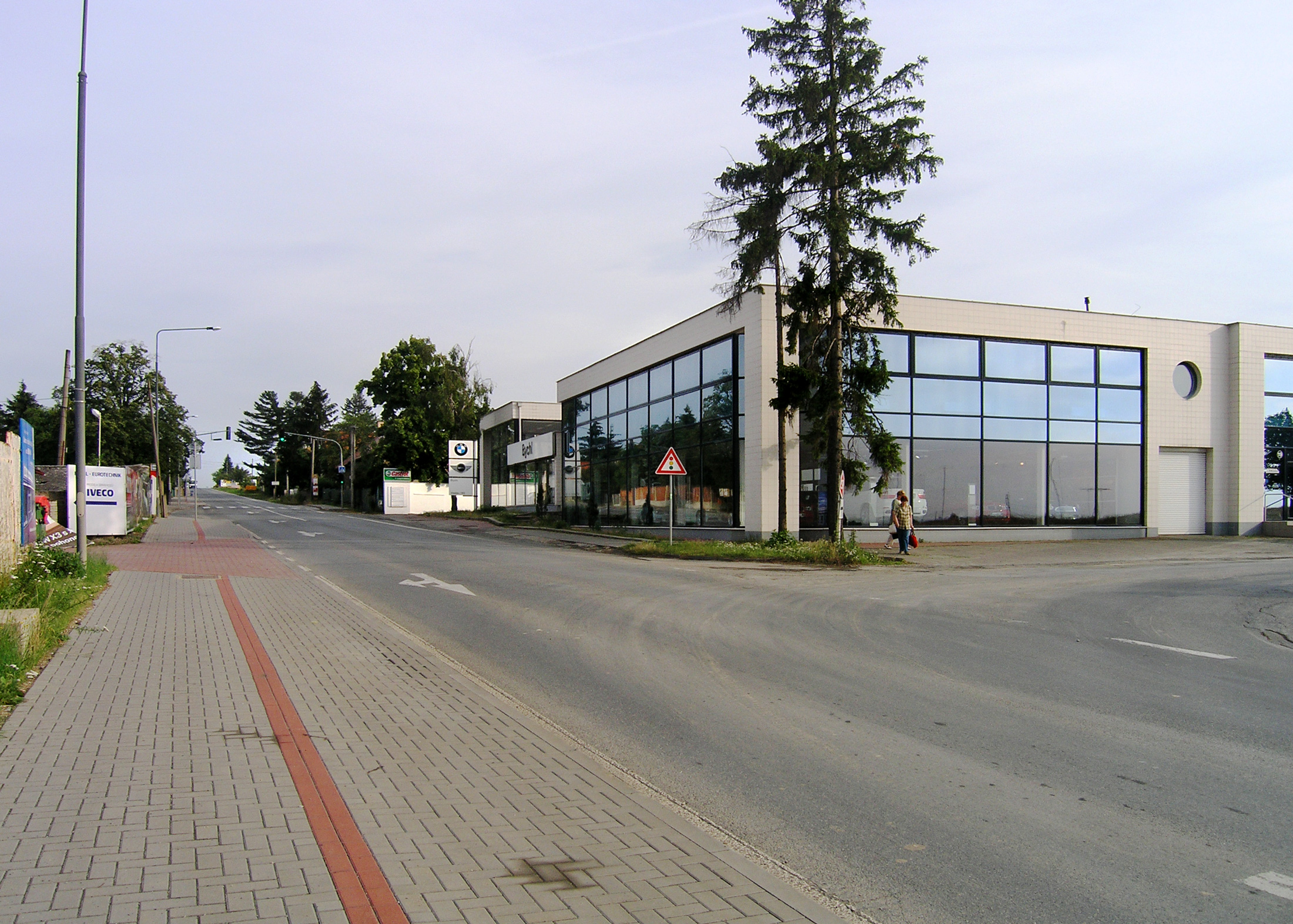
Frekventovaná Vídeňská ulice v místní části Šátalka
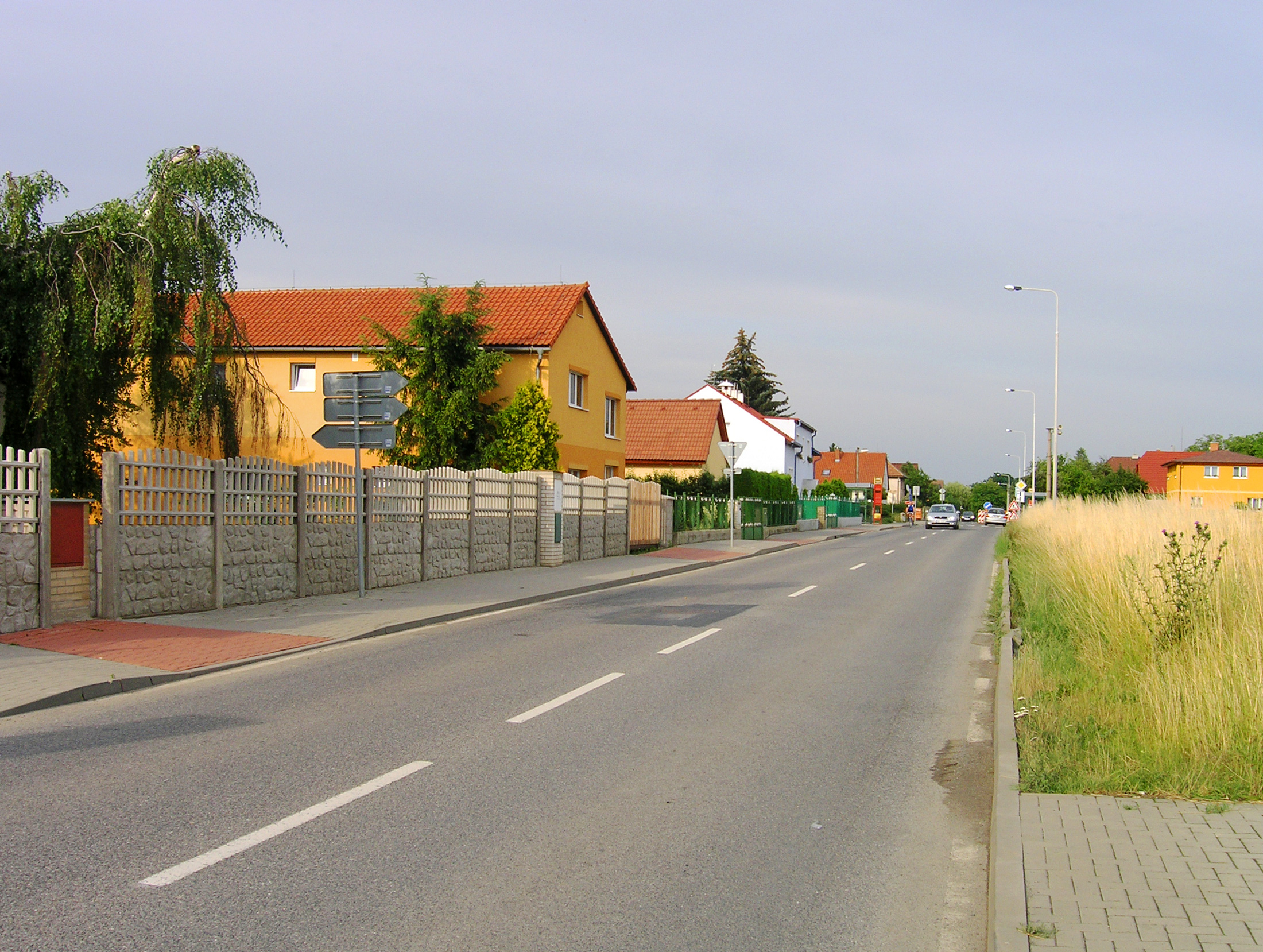
Vestecká ulice – hlavní silnice procházející celým Vestcem
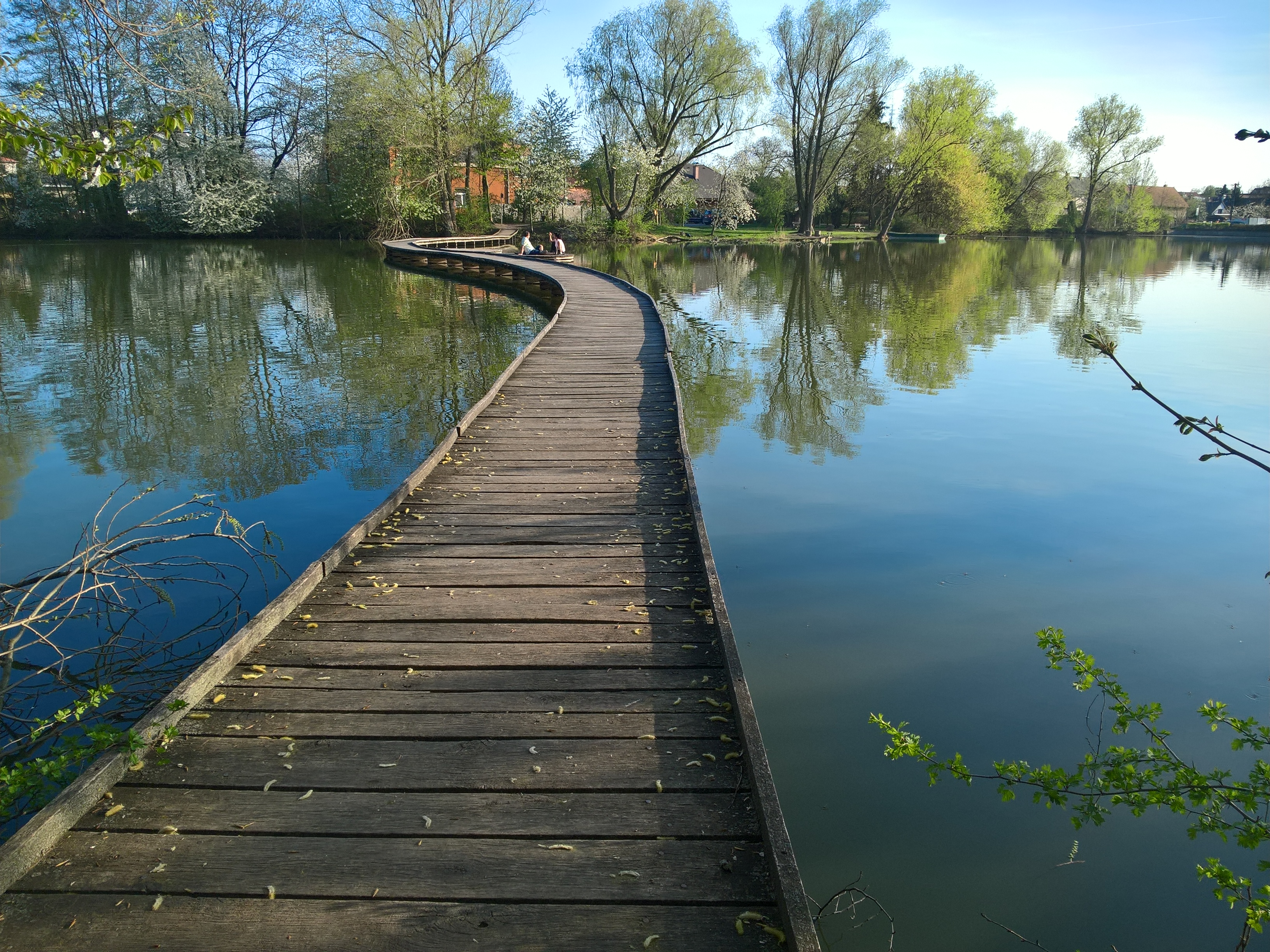
Dřevěná lávka vedoucí přes Vestecký rybník
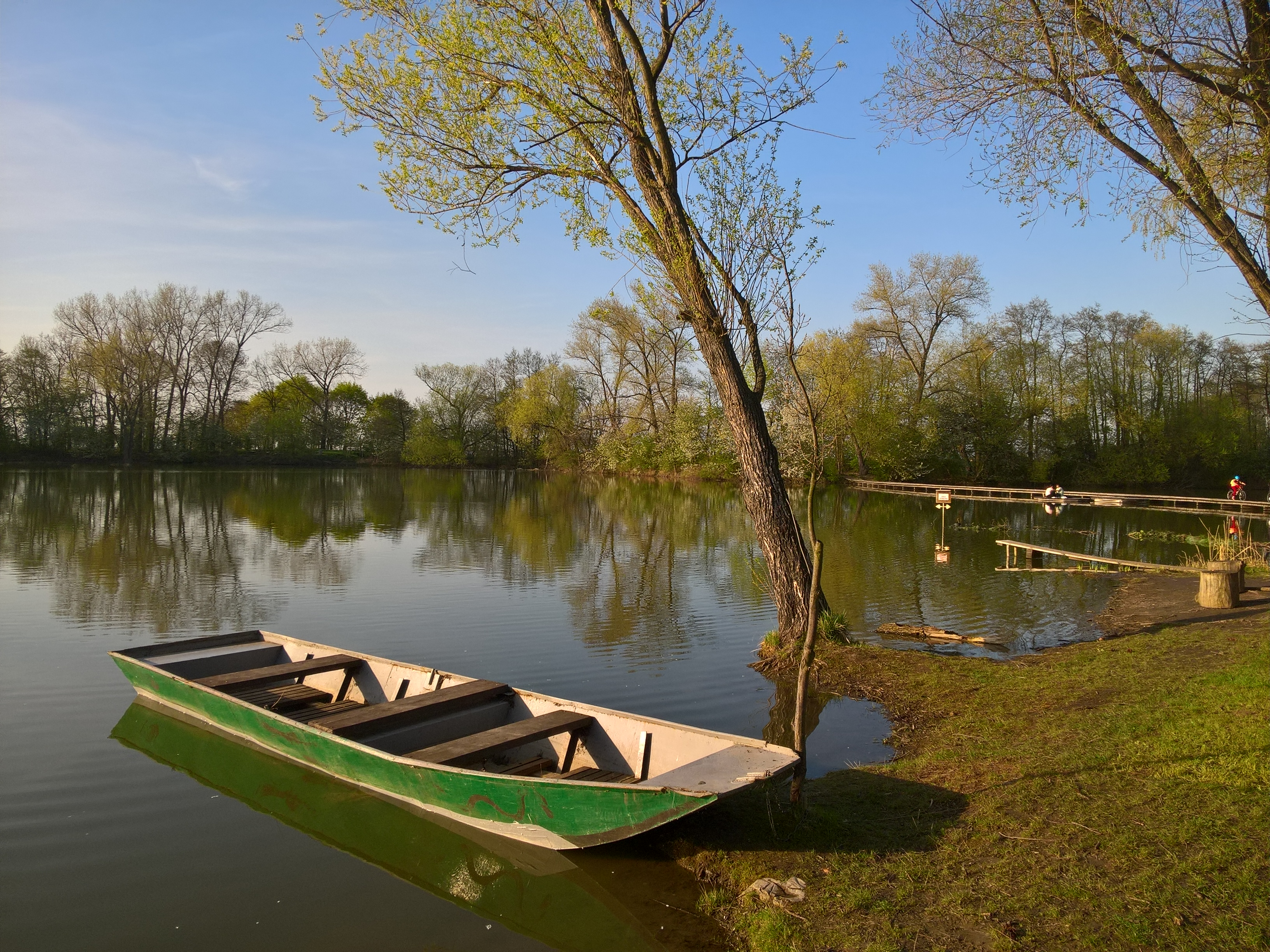
Romantické zátiší u Vesteckého rybníka
Přírodní amfiteátr
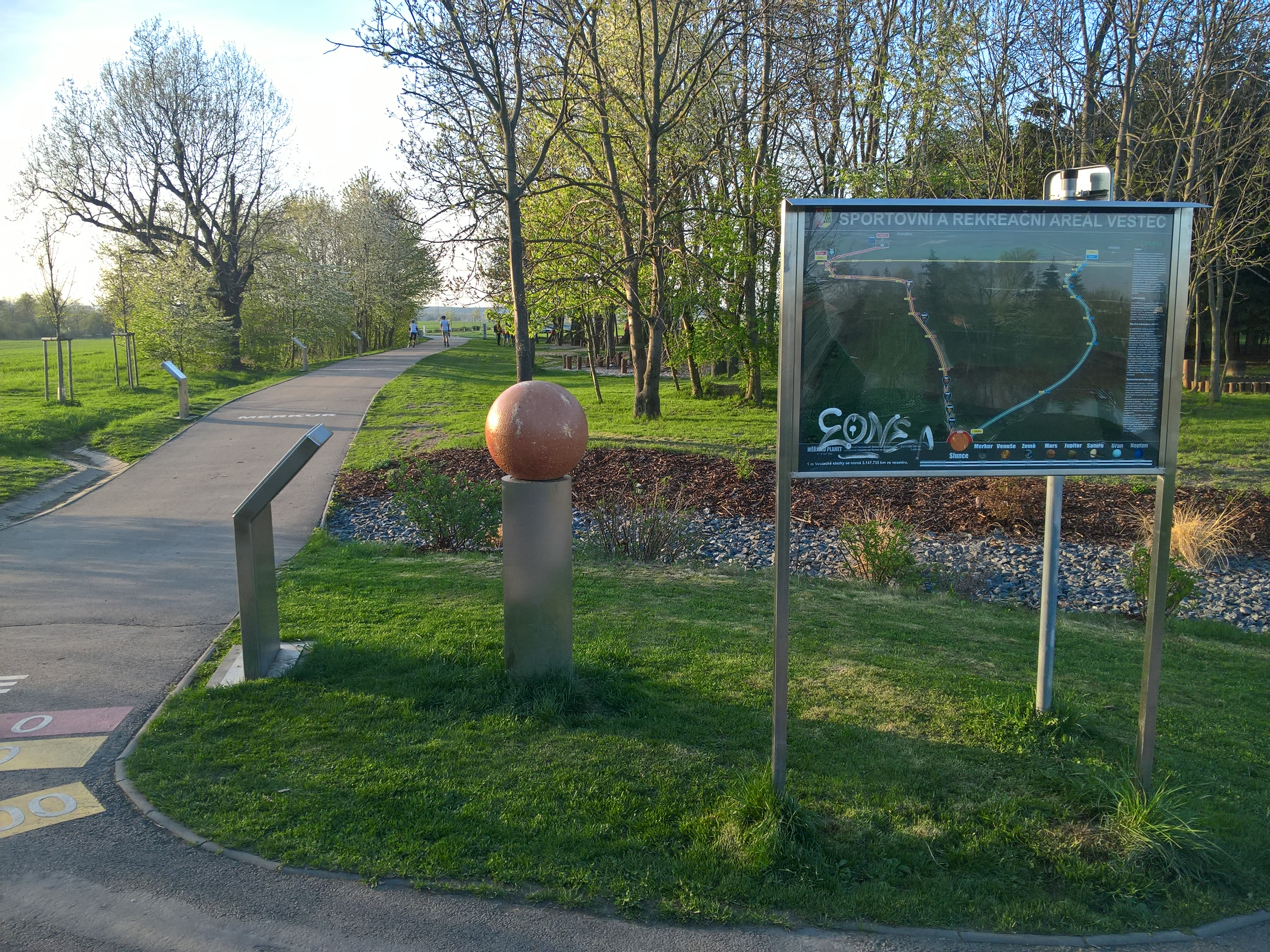
Začátek planetární stezky
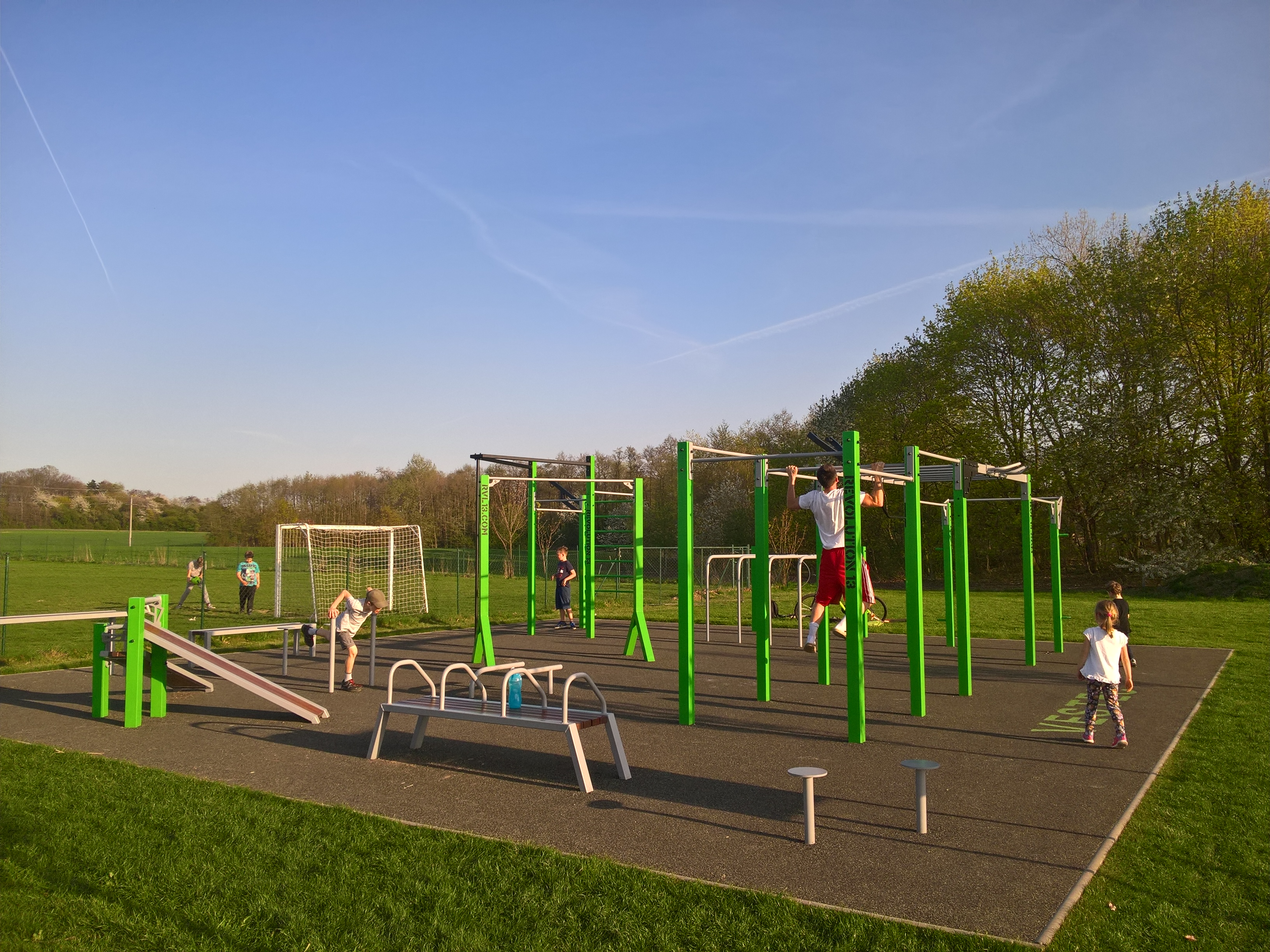
Workout hřiště u cyklostezky
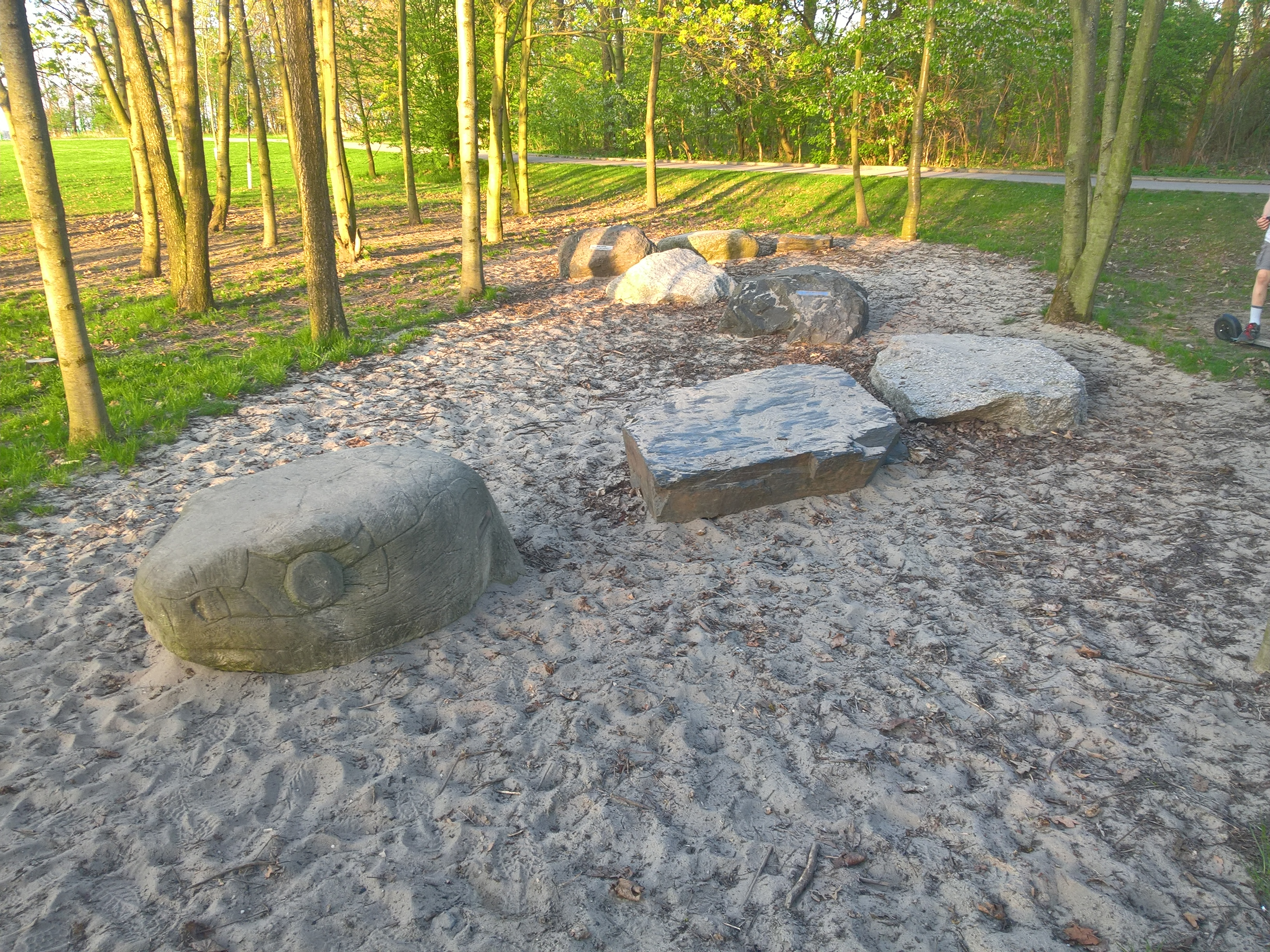
Ukázky hornin ve formě kamenného hada